# COVID-19 в ДНР
В статье описывается распространение коронавирусной инфекции COVID-19 в Донецкой Народной Республике, вызываемой коронавирусом SARS-CoV-2, а также последствия пандемии COVID-19 для ДНР.

## Предыстория
12 января 2020 года Всемирная организация здравоохранения (ВОЗ) подтвердила, что новый коронавирус стал причиной респираторного заболевания у группы людей в городе Ухань, провинция Хубэй, Китай, о чём было сообщено в ВОЗ 31 декабря 2019 года.
Коэффициент летальности от COVID-19 намного ниже, чем от SARS 2003 года, но передача была значительно выше, со значительным общим числом погибших.

## Хронология

### Март 2020 года
13 марта министр внутренних дел Украины Арсен Аваков заявил, что в Горловке на подконтрольной ДНР территории 12 больных COVID-19.
31 марта о первом случае сообщил сотрудник министерства здравоохранения ДНР — женщина, прибывшая 19 марта из Москвы с мужем и маленьким сыном.
- В ДНР появились тесты на определение коронавируса. 16.03.2020
- Председатель правительства ДНР Александр Ананченко о производстве защитных масок в ДНР. 18.03.2020
- Экстренное совещание правительства ДНР по ситуации с коронавирусом. 18.03.2020
- Самоизоляция на 14 дней для тех, кто въезжает в ДНР. 27.03.2020
- Штрафы и уголовная ответственность за несоблюдение противовирусных норм. 28.03.2020
- Министр здравоохранения ДНР Ольга Долгошапко о ситуации с COVID-19 в ДНР. 31.03.2020

### Апрель 2020 года
1 апреля подтвердился второй случай.
3 апреля подтвердился третий случай.
7 апреля администрация Донецкой Народной Республики признала наличие 6 случаев заражения.
8 апреля ещё один случай заболевания подтвердился у 35-летнего мужчины, вернувшегося из России.
10 апреля подтверждено ещё 5 случаев заражения. В общей сложности на территории ДНР находилось 13 792 человека в самоизоляции.
17 апреля число подтверждённых инфекций увеличилось до 32.
22 апреля в ДНР подтверждено 36 случаев заражения.
- Медицинская маска от начала до конца. 01.04.2020
- Второй случай заражения COVID-19 на территории ДНР. 02.04.2020
- Работа скорой помощи в условиях обнаружения COVID-19 в ДНР. 02.04.2020
- На КПВВ ДНР с РФ и ЛНР проводят специальную обработку транспорта 02.04.2020
- Дезинфекция транспорта - новая мера на границах ДНР. 02.04.2020

### Январь — февраль 2021 года
30 января в ДНР подтверждено 20 343 случая заражения.
- Болезнь отступает. 03.02.2021

### Сентябрь — октябрь 2021 года
Начиная с середины сентября был зафиксирован всплеск заболеваний COVID-19. Ежедневно фиксировались антирекорды, 23 октября 2021 года было зафиксировано 1018 случаев заражения, общее число заболевших превысило 80 тысяч человек. На фоне всплеска инфекции, власти Республики ужесточили коронавирусные ограничения, был установлен запрет на проведение досуговых, развлекательных и прочих массовых мероприятий, посещение кинотеатров, театров музеев при условии заполнения 50 % мест и при наличии справки о вакцинации от COVID-19 или отрицательный ПЦР-тест, запрет на проведения спортивных мероприятий, запрет на работу танцевальных залов, в том числе и в местах общественного питания.

## Меры предосторожности
В связи с пандемией COVID-19 администрация ДНР запретила въезд людям, не зарегистрированным на их территории из России и соседней ЛНР, за исключением граждан России и сотрудников международных миссий. Кроме того, в ДНР была ограничена работа спортивных, развлекательных и других массовых мероприятий.
1 апреля администрация ДНР закрыла «таможенные посты» с ЛНР.
2 апреля администрация ДНР закрыла музеи и библиотеки.
- Запрет мероприятий от 1000 человек и температурный скрининг. 17.03.2020
- В ДНР приостанавливают проведение массовых мероприятий. 20.03.2020
- Дезинфекция транспорта и температурный скрининг на КПВВ. 23.03.2020
- Профилактика коронавируса в ДНР. 25.03.2020
- Дистанционное обучение. 26.03.2020
- Безналичный расчет поможет избежать распространения коронавируса

## Вакцинация против COVID-19
31 января 2021 года на территорию непризнанной ДНР прибыла партия российской вакцины от коронавируса «Спутник V».
1 февраля 2021 года глава ДНР Денис Пушилин заявил о начале вакцинации в непризнанной ДНР от коронавируса.
9 апреля 2021 года управление народной милиции ДНР сообщило о завершении полной вакцинации личного состава от коронавируса.
11 мая 2021 года секретарь генерального совета российской политической партии «Единая Россия» Андрей Турчак сообщил о поставках очередной партии российской вакцины в июне.
21 мая 2021 года Министерство здравоохранения Украины сообщило о начале вакцинации жителей ДНР в ближайшее время, приоритет был отдан людям старше 65 лет.
30 июня 2021 года президент РФ Владимир Путин в ходе «Прямой линии» заявил, что это вопрос требующий внимания и добавил, что Россия поставит дополнительный объём вакцин от коронавируса в ДНР.
26 июля 2021 года глава ДНР Денис Пушилин заявил, что к 28 июля в непризнанную ДНР прибудет около 86 тыс. доз российской вакцины от коронавируса «Спутник Лайт».
6 августа 2021 года Министерство здравоохранения ДНР заявило, что ожидает поставки партии вакцины «Спутник Лайт» к 9 августа.
24 августа 2021 года Министерство здравоохранения ДНР сообщило о начале вакцинации людей старше 60 лет вакциной «Спутник Лайт».
- В ДНР завезли российскую вакцину. 07.02.2020
- «Спутник V» в первой волне в ДНР получат 50 тысяч человек. 04.02.2021
- Денис Пушилин о ходе вакцинации. 03.02.2021
- «Спутник V» для 15000 тысяч человек. 08.02.2021
- Создать коллективный иммунитет против COVID-19 – ключевая задача ДНР. 09.02.2021

## Реакция украинских властей
Минреинтеграции Украины утверждает, что на территории непризнанной ДНР реальная ситуация с заболеванием COVID-19 скрывается от населения, а 10000 человек с симптомами COVID-19 поставлен диагноз ОРВИ. По данным ведомства, первая смерть от COVID-19 на территории непризнанной ДНР произошла 4 апреля 2020 года в Амвросиевке.